# Teorema de no clonació
En física, el teorema de no clonat o teorema de no clonació declara que és impossible crear una còpia idèntica d'un estat quàntic desconegut arbitrari. Aquest teorema d'impossibilitat de la mecànica quàntica va ser formulat per Wootters i Zurek i Dieks en 1982, i té profundes implicacions en l'computació quàntica i àrees d'estudi relacionades.
No existeix operador unitari {\displaystyle U} actuant sobre {\displaystyle {\mathcal {H}}_{A}\otimes {\mathcal {H}}_{B}} de manera que per a tots els estats normalitzats {\displaystyle |\psi \rangle _{A}} i {\displaystyle |e\rangle _{B}} en {\displaystyle {\mathcal {H}}} compleixin que
 {\displaystyle U|\psi \rangle _{A}|e\rangle _{B}=|\psi \rangle _{A}|\psi \rangle _{B}}

## Història
Una de les metes de la informació i la computació quàntica és desenvolupar eines que milloren la intuïció sobre la mecànica quàntica. A principis de 1980, es va qüestionar la possibilitat d'usar efectes quàntics per obtenir velocitats majors a la de la llum. La resolució d'aquest problema va acabar convertint-se en la pregunta de si era possible clonar/copiar un estat quàntic desconegut.
Segons Asher Peres i David Kaiser, la publicació de la prova del teorema de no clonació de Wootters, Zurek i Dieks en 1982 va ser suggerida per una proposta de Nick Herbert per a un dispositiu de comunicació superluminal que utilitza entrellaçament quàntic. La simplicitat de la seva demostració va sorprendre a la comunitat científica, que no entenia com va poder passar inadvertit a tantes generacions de físics, sobretot per les seves implicacions i els grans esforços de recerca en aquesta temàtica que, al llarg de la segona meitat del segle xx, es va dur a terme per una gran quantitat de científics.

## Teorema i demostració
Existeixen diverses demostracions al teorema, una d'elles seria la següent: Se suposa que tenim dos sistemes quàntics A i B amb un espai de Hilbert comú {\displaystyle {\mathcal {H}}_{A}={\mathcal {H}}_{B}={\mathcal {H}}}. Es vol copiar l'estat {\displaystyle |\psi \rangle _{A}\in {\mathcal {H}}_{A}}, del qui no tenim coneixement previ, en un estat quàntic del sistema B, anomenat “inicial” o “buit”, independent de {\displaystyle |e\rangle _{B}\in {\mathcal {H}}_{B}}{\displaystyle |\psi \rangle _{A}}. L'estat combinat del sistema compost està descrit pel producte tensorial :{\displaystyle {\mathcal {H}}_{A}\otimes {\mathcal {H}}_{B}}
{\displaystyle |\psi \rangle _{A}\otimes |e\rangle _{B}\equiv |\psi \rangle _{A}|e\rangle _{B}}
En realitzar una mesura o observació, el sistema col·lapsa de forma irreversible a un autoestat d'un observable, cosa que corromp la informació que estava continguda en el qubit. Aquest no és el resultat desitjat.
No obstant això, el fet de realitzar una còpia d'un estat significa que hi haurà una transformació unitària {\displaystyle U} tal que:
{\displaystyle U|\psi \rangle _{A}|e\rangle _{B}=|\psi \rangle _{A}|\psi \rangle _{B}}
i com l'estat d'A és arbitrari, ha de complir també que per a un estat :{\displaystyle |\phi \rangle _{A}}
{\displaystyle U|\phi \rangle _{A}|e\rangle _{B}=|\phi \rangle _{A}|\phi \rangle _{B}}
D'una banda, prenent ara el producte escalar de les expressions:
{\displaystyle (\langle \phi |_{A}\langle e|_{B}U^{\dagger })(U|\psi \rangle _{A}|e\rangle _{B})=(\langle \phi |_{A}\langle \phi |_{B})(|\psi \rangle _{A}|\psi \rangle _{B})=(\langle \phi |\psi \rangle )^{2}}
I d'altra banda, tenint en compte que {\displaystyle U^{\dagger }U=I}, ja que {\displaystyle U} és unitari, i que els estats estan normalitzats {\displaystyle \langle e|e\rangle =1}:
{\displaystyle (\langle \phi |_{A}\langle e|_{B}U^{\dagger })(U|\psi \rangle _{A}|e\rangle _{B})=\langle \phi |_{A}\langle e|_{B}|\psi \rangle _{A}|e\rangle _{B}=\langle \phi |\psi \rangle }
Per tant, seguint els dos camins igualment possibles i vàlids, s'arriba a l'expressió:
{\displaystyle \langle \phi |\psi \rangle =(\langle \phi |\psi \rangle )^{2}}
El que implica o bé que {\displaystyle |\psi \rangle =|\phi \rangle }, després l'estat no pot ser arbitrari; o bé {\displaystyle \langle \phi |\psi \rangle =0}, que és el cas particular d'estats ortogonals i no ocorre en general per a estats arbitraris. És a dir, només es pot copiar estats que siguin ortogonals amb un resultat fiable. Per tant, no podem emprar un {\displaystyle U} universal per clonar un estat quàntic arbitrari.

Per tant, el teorema:
No existeix operador unitari {\displaystyle U} actuant sobre {\displaystyle {\mathcal {H}}_{A}\otimes {\mathcal {H}}_{B}} de manera que per a tots els estats normalitzats {\displaystyle |\psi \rangle _{A}} i {\displaystyle |e\rangle _{B}} en {\displaystyle {\mathcal {H}}} complisquen que 
{\displaystyle U|\psi \rangle _{A}|e\rangle _{B}=|\psi \rangle _{A}|\psi \rangle _{B}}

## Comentaris i conseqüències

### Linealitat
Es planteja una màquina que copia l'estat d'un fotó o un electró, de manera que quan l'original entra, s'originen dues còpies amb el mateix estat original. Si la màquina tingués èxit, convertiria l'estat {\displaystyle |\psi \rangle } en {\displaystyle |\psi \psi \rangle }, i {\displaystyle |\phi \rangle } en {\displaystyle |\phi \phi \rangle }.
El problema incrementa quan s'envia al clonador una superposició de tots dos:
{\displaystyle |input\rangle \equiv |i\rangle =a|\psi \rangle +b|\phi \rangle }
Es vol obtenir {\displaystyle |i\rangle |i\rangle =(a|\psi \rangle +b|\phi \rangle )(a|\psi \rangle +b|\phi \rangle )}, que és la còpia d'{\displaystyle |i\rangle }. No obstant això, si els estats es clonen correctament, per linealitat, la sortida de la superposició ha de ser la superposició de les sortides, és a dir:
{\displaystyle |output\rangle \equiv |o\rangle =a|\psi \psi \rangle +b|\phi \phi \rangle \neq |i\rangle |i\rangle =(a|\psi \rangle +b|\phi \rangle )(a|\psi \rangle +b|\phi \rangle )}
És a dir, que el teorema de no clonat siga cert és necessari per satisfer la propietat de linealitat, que és un principi quàntic fonamental. Pot veure's aquest fet mitjançant una senzilla aplicació pràctica. Si es parteix d'un dispositiu capaç clonar un estat quàntic arbitrari:

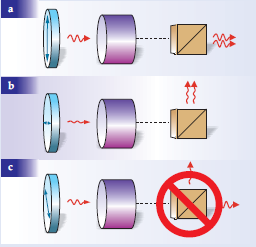
Esquema representatiu que no hi ha copiadora quàntica perfecta.

- Un fotó polaritzat verticalment produiria dos fotons polaritzats verticalment, els quals fan l'elecció “vertical” en un divisor de feix polaritzant.
- Un fotó polaritzat horitzontalment produiria dos fotons polaritzats horitzontalment, els quals fan l'elecció “horitzontal” en un divisor de feix polaritzant.
- A causa que la mecànica quàntica és lineal, una polarització diagonal (una superposició de vertical i horitzontal) pot produir només els resultats de mesura representats en els panells (a) i (b) de la figura; no podria produir el resultat mostrat (c). Tal resultat només seria possible si la polarització diagonal fos clonada correctament. La linealitat de la mecànica quàntica prohibeix així la clonació d'estats arbitraris.[4]

### Impossibilitat de transmetre informació instantàniament. Causalitat
L'existència del teorema de no clonació assegura que la transmissió de la informació utilitzant estats entrellaçats no sigui més ràpida que la llum, assegurant que es verifica un dels postulats de la Relativitat.
Per discutir aquest aspecte se suposen 2 observadors A i B, separats una distància arbitrària, que poden mesurar a la base computacional {\displaystyle \sigma _{z}} i de Hadamard  {\displaystyle \sigma _{x}} :
{\displaystyle \sigma _{z}=\left\{|0\rangle ,|1\rangle \right\}}
{\displaystyle \sigma _{x}=\left\{|-\rangle ={\frac {1}{\sqrt {2}}}\left(\left|0\right\rangle -\left|1\right\rangle \right),|+\rangle ={\frac {1}{\sqrt {2}}}\left(\left|0\right\rangle +\left|1\right\rangle \right)\right\}}
i que comparteixen l'estat de Bell ; vist en aquestes bases:{\displaystyle |\phi ^{+}\rangle }
{\displaystyle |\phi ^{+}\rangle ={\frac {1}{\sqrt {2}}}\left(\left|00\right\rangle +\left|11\right\rangle \right)={\frac {1}{\sqrt {2}}}\left(\left|++\right\rangle +\left|--\right\rangle \right)}
Llavors A i B poden comunicar-se via entrellaçament (teleportació). Per a això A realitza una mesura del seu qubit en una de les bases. Com l'estat de Bell és entrellaçat, el qubit de B varia el seu estat en funció de la mesura obtinguda per A. En aquest cas, per la forma de {\displaystyle |\phi ^{+}\rangle }, B adopta el mateix estat que A: un dels quatre que formen les bases {\displaystyle \sigma _{x}} i {\displaystyle \sigma _{z}} en les quals es mesuren. Si ara B intenta conèixer quin és el seu estat, té el problema que aquests quatre estats no són ortogonals tots ells entre si, i si realitza una mesura en una de les dues bases de forma arbitrària no pot obtenir amb total seguretat quin estat té el qubit. És per això que A li ha de comunicar a través d'un canal clàssic la base en la qual ha de mesurar, i es mesura sobre ella ja si obtindria amb total seguretat l'estat d'A. Per tant, la transmissió d'informació es realitza a una velocitat menor a la de la llum per involucrar aquesta comunicació clàssica.
Si ara que no es considera cert el teorema del no clonat, això faria que B pogués replicar el seu qubit tantes vegades com volgués, i poder mesurar (en una base arbitrària) l'estat que totes les còpies comparteixen. El problema que es té abans de la ortogonalitat i la necessitat de conèixer la base en la qual es mesura desapareix gràcies a que es té una gran quantitat de còpies preparades en un mateix estat, es permet mesurar tantes vegades es necessiti i obtenir d'aquesta manera l'estat de B (en aquest cas bastaria mesurar a cada base i veure en quina d'elles l'estat col·lapsa a un d'aquests quatre possibles), tot això sense necessitar una comunicació clàssica, cosa que fa que no estigui fitada la velocitat de transmissió de la informació podent ser més ràpida que la velocitat de la llum.

### Impossibilitat de conèixer el sistema al complet
La forma de procedir anterior, basada en conèixer l'estat realitzant còpies d'un sistema que es troba en un estat desconegut, implicaria la possibilitat de dur a terme experiments i mesures i així deduir l'estat del sistema. El teorema de no clonat impedeix que això sigui possible, i que la quantitat d'informació que pugui conèixer-se del sistema sigui limitada. Aquesta és una de les diferències més apressants que presenta la física quàntica enfront de la clàssica, on sempre és possible conèixer completament el sistema mesurant-lo, doncs les mesures no són invasives.
No obstant això, aquesta situació sembla estranya, doncs si la física clàssica és un límit de la quàntica, com és possible que no sigui possible realitzar còpies en quàntica i en clàssica sí?. La resposta és que el teorema del no clonat no prevé a tots els estats de ser copiats. De la demostració es veu que la igualtat es compleix per a estats ortogonals, i és possible fer còpies d'aquests. Aquesta observació resol l'aparent contradicció: el copiat clàssic pot pensar-se com a còpia d'estats ortogonals.
A més dels estats ortogonals, el teorema de no clonat no prohibeix la construcció de còpies imperfectes de l'estat original. En concret, existeix una màquina clonadora creada per V. Buzek and M. Hillery que copia de forma òptima, és a dir, maximitza la fidelitat entre l'estat copiat i la còpia (5/6).

### Aplicació en errors de computació quàntica
Constitueix una de les principals dificultats i factors a tenir en compte en la cerca de tècniques de correcció de codis de computació quàntica, i és el responsable pel qual la majoria dels procediments clàssics siguin inaplicables per involucrar mesures i variables auxiliars (còpies). La correcció d'errors és vital en computació quàntica per contrarestar la interacció de l'entorn amb el sistema.

### Aplicació en criptografia quàntica
El teorema és una important motivació per al desenvolupament de protocols i claus de seguretat. La restricció que suposa no poder copiar estats quàntics pot emprar-se com una clara aposta en l'àmbit de la criptografia. En 1984 es va proposar un esquema de distribució de clau quàntica per Bennett i Brassard. La idea és que l'emissor, Alice, mani fotons al receptor, Bob, amb l'objectiu de crear una seqüència aleatòria de 0 i 1. Aquesta cadena o seqüència pot emprar-se com una clau secreta per encriptar i desencriptar missatges.
En l'esquema proposat, cadascun dels fotons d'Alice està preparat aleatòriament en un de quatre possibles estats de polarització:
{\displaystyle \left\{|\leftrightarrow \rangle ,|\updownarrow \rangle ,|\nearrow \rangle ,|\searrow \rangle \right\}}
Una “espia”, Eve, intentaria obtenir una còpia de cada fotó per a ella mateixa, deixant així mateix passar una còpia exacta a Bob per passar completament desapercebuda, ja que Bob i Alice podrien comprovar mitjançant seqüències si Eve ha alterat el senyal enviat inicialment. Pel teorema del no clonat, Eve no pot fer-ho de forma reeixida. No obstant això, sí pot fer una bona aproximació en clonar la transmissió d'Alice. Si el procés d'aproximació fos òptim, podria usar-se de forma eficient contra la criptografia quàntica. Afortunadament, poden posar-se límits teòrics en la fidelitat de l'esquema. Això és actualment una àrea de recerca activa.

### No clonat en un context clàssic
Existeix una analogia clàssica per al teorema quàntic de no clonat, que podria establir-se de la següent manera: donat sols el resultat d'un llançament d'una moneda, no es pot simular un segon llançament independent de la mateixa moneda. La demostració d'aquesta afirmació usa la linealitat de la probabilitat clàssica i té exactament la mateixa estructura que la demostració del teorema quàntic de no clonat. Per tant, per afirmar que el no clonat és un resultat singularment quàntic, és necessari certa cura en establir el teorema. Una forma de restringir el resultat a la mecànica quàntica és restringir els estats a estats purs, on un estat pur es defineix com un que no és una combinació convexa d'altres estats. Els estats purs clàssics són parelles ortogonals, però els estats purs quàntics no ho són.